# Gran Premio de Alemania del Este de Motociclismo de 1970
El Gran Premio de Alemania del Este de Motociclismo de 1970 fue la séptima prueba de la temporada 197' del Campeonato Mundial de Motociclismo. El Gran Premio se disputó el 11 y 12 de julio de 1971 en el Circuito de Sachsenring.

## Resultados 500cc
En la categoría reina, Renzo Pasolini volvió al comienzo después de su caída en Nürburgring, pero ahora con la renovada 453cc-Benelli de cuatro cilindros. Con eso, podría Giacomo Agostini pisar los talones durante cinco vueltas. Después de eso, Ago comenzó a alejarse lentamente. En la octava ronda, el Benelli de Pasolini se atascó. El australiano John Dodds había dejado su König a un lado y lo siguió a una distancia adecuada con una LinTo. Se convirtió en segundo y Martin Carney con un Kawasaki tercero, en parte porque Alberto Pagani se retiró y Christian Ravel tuvo problemas mecánicos.
| Pos.    | Piloto               | Equipo        | Tiempo       | Pts. |
| ------- | -------------------- | ------------- | ------------ | ---- |
| 1       | Giacomo Agostini     | MV Agusta     | 1h 03' 45" 1 | 15   |
| 2       | John Dodds           | LinTo         | +3' 10" 4    | 12   |
| 3       | Martin Carney        | Kawasaki      | +1 Vuelta    | 10   |
| 4       | Alan Barnett         | Seeley        | +1 Vuelta    | 8    |
| 5       | Christian Ravel      | Kawasaki      | +1 Vuelta    | 6    |
| 6       | Billie Nelson        | Paton         | +1 Vuelta    | 5    |
| 7       | Eric Offenstadt      | Kawasaki      | +1 Vuelta    | 4    |
| 8       | Dave Simmonds        | Kawasaki      | +1 Vuelta    | 3    |
| 9       | Godfrey Nash         | Tickle Norton | +1 Vuelta    | 2    |
| 10      | Tommy Robb           | Seeley        | +1 Vuelta    | 1    |
| 11      | Werner Bergold       | LinTo         |              |      |
| 12      | Jack Findlay         | Seeley-Suzuki |              |      |
| 13      | Sven-Olov Gunnarsson | Kawasaki      |              |      |
| 14      | Jean Campiche        | Honda         |              |      |
| 15      | Ginger Molloy        | Kawasaki      |              |      |
| 16      | Terry MacDonald      | Matchless     |              |      |
| 17      | Franco Trabalzini    | Paton         |              |      |
| 18      | Árpád Juhos          | Matchless     |              |      |
| Ret     | Alberto Pagani       | LinTo         | Ret          |      |
| Ret     | Renzo Pasolini       | Benelli       | Ret          |      |
| Ret     | Billy Andersson      | Crescent      | Ret          |      |
| Ret     | Karl Auer            | Matchless     | Ret          |      |
| Ret     | Åke Dahli            | Kawasaki      | Ret          |      |
| Ret     | Steve Ellis          | LinTo         | Ret          |      |
| Ret     | Bosse Granath        | Husqvarna     | Ret          |      |
| Ret     | Ernst Hiller         | Kawasaki      | Ret          |      |
| Ret     | Karl Hoppe           | URS Fath      | Ret          |      |
| Ret     | Gordon Keith         | Velocette     | Ret          |      |
| Ret     | Gyula Marsovszky     | LinTo         | Ret          |      |
| Ret     | Pentti Lehtelä       | Matchless     | Ret          |      |
| Ret     | Emanuele Maugliani   | Seeley        | Ret          |      |
| Ret     | Karl Hoppe           | König         | Ret          |      |
| Ret     | Alois Maxwald        | Matchless     | Ret          |      |
| Ret     | Keith Turner         | LinTo         | Ret          |      |
| Fuente: |                      |               |              |      |

## Resultados 350cc
En 350cc, Rodney Gould y Kent Andersson fueron los más rápidos, pero después de tres kilómetros fueron atrapados por Giacomo Agostini y Renzo Pasolini. Kel Carruthers perdió algo de tiempo esquivando la caída de Theo Bult. Agostini pronto comenzó a acumular una ventaja considerable mientras que Gould se cayó a causa de la rotura de una válvula de gas de sujeción. Pasolini quedó en segundo lugar y Andersson pudo superar a Carruthers con una Yamaha más rápida. Carruthers logró recuperar su tercer lugar porque Andersson tuvo problemas con su caja de cambios. Quizás el verdadero ganador fue Billie Nelson, quien recibió un telegrama al final porque se había convertido en el padre de una hija (Sarah).
| Pos. | Piloto           | Moto         | Tiempo     | Pts. |
| ---- | ---------------- | ------------ | ---------- | ---- |
| 1    | Giacomo Agostini | MV Agusta    | 54' 39" 6  | 15   |
| 2    | Renzo Pasolini   | Benelli      | +22" 5     | 12   |
| 3    | Kel Carruthers   | Yamaha       | +3' 00"    | 10   |
| 4    | Billie Nelson    | Yamaha       | +1 Vuelta  | 8    |
| 5    | Kent Andersson   | Yamaha       | +1 Vuelta  | 6    |
| 6    | Jack Findlay     | Yamaha       | +1 Vuelta  | 5    |
| 7    | Karl Hoppe       | Yamaha       | +1 Vuelta  | 4    |
| 8    | Alan Barnett     | Aermacchi    | +1 Vuelta  | 3    |
| 9    | Franz Kroon      | Yamaha       | +1 Vuelta  | 2    |
| 10   | Pentti Lehtelä   | Yamaha       | +2 Vueltas | 1    |
| 11   | Heinz Schmid     | Yamaha       | +2 Vueltas |      |
| 12   | Chas Mortimer    | Broad Yamaha | +2 Vueltas |      |
| 13   | Árpád Juhos      | Aermacchi    | +2 Vueltas |      |
| 14   | Jean Campiche    | Aermacchi    | +3 Vueltas |      |
| Ret  | Jarno Saarinen   | Yamaha       | Ret        |      |
| Ret  | Theo Bult        | Yamaha       | Ret        |      |
| Ret  | Martti Pesonen   | Yamaha       | Ret        |      |
| Ret  | Rodney Gould     | Yamaha       | Ret        |      |
| Ret  | Silvio Grassetti | Jawa         | Ret        |      |

## Resultados 250cc
En el cuarto de litro, Kel Carruthers tuvoo contratiempos durante toda la temporada y aquí no fue una excepción. Estuvo en cabeza hasta la duodécima vuelta, hasta que le falló el encendido. En un principio Rodney Gould inmediatamente tomó la delantera, mientras que detrás hubo una gran pelea por el segundo lugar. Pero Carruthers se retiró y Gould pudo reconducir a la victoria. La lucha por el segundo lugar se decidió cuando Silvio Grassetti se quedó solo después de que Dieter Braun se cayera.
| Pos. | Piloto              | Moto     | Tiempo     | Pts. |
| ---- | ------------------- | -------- | ---------- | ---- |
| 1    | Rodney Gould        | Yamaha   | 48' 00"    | 15   |
| 2    | Silvio Grassetti    | MZ       | +16"       | 12   |
| 3    | Kent Andersson      | Yamaha   | +16" 9     | 10   |
| 4    | Jarno Saarinen      | Yamaha   | +21" 6     | 8    |
| 5    | Günter Bartusch     | MZ       | +1' 00" 9  | 6    |
| 6    | Gyula Marsovszky    | Yamaha   | +1' 08" 6  | 5    |
| 7    | Theo Bult           | Yamaha   | +1' 09" 7  | 4    |
| 8    | László Szabó        | MZ       | +1' 13" 5  | 3    |
| 9    | Börje Jansson       | Yamaha   | +1' 55" 1  | 2    |
| 10   | Heinrich Rosenbusch | Yamaha   | +1' 56" 1  | 1    |
| 11   | Bo Granath          | Yamaha   |            |      |
| 12   | Chas Mortimer       | Yamaha   |            |      |
| 13   | Zdenek Bima         | Jawa     | +1 Vuelta  |      |
| 14   | Seppo Kangasniemi   | Yamaha   | +1 Vuelta  |      |
| 15   | Eckhard Finke       | MZ       | +1 Vuelta  |      |
| 16   | Eberhard Mahler     | MZ       | +1 Vuelta  |      |
| 17   | Dieter Krause       | MZ       | +1 Vuelta  |      |
| 18   | Frantisek Srna      | Jawa     | +1 Vuelta  |      |
| 19   | Frank Wendler       | MZ       | +1 Vuelta  |      |
| 20   | Olaf Zingel         | MZ       | +2 Vueltas |      |
| Ret  | Kelvin Carruthers   | Yamaha   | Ret        |      |
| Ret  | Christian Ravel     | Kawasaki | Ret        |      |

## Resultados 125cc
En el octavo de litro, Dieter Braun tenía la oportunidad de convertirse en el nuevo campeón del mundo si ganaba. Sin embargo, fue perseguido por Ángel Nieto durante toda la carrera. Nieto ocasionalmente pasaba al alemán, pero decidió quedarse detrás. En la última curva, el español lo superó oy se impuso con una ventaja de medio segundo. De todas maneras, Braun, muy popular en la RDA, fue vitoreado como si hubiera ganado. Börje Jansson completó el podio.
| Pos. | Piloto             | Moto     | Tiempo     | Pts. |
| ---- | ------------------ | -------- | ---------- | ---- |
| 1    | Ángel Nieto        | Derbi    | 50' 34" 1  | 15   |
| 2    | Dieter Braun       | Suzuki   | +00" 5     | 12   |
| 3    | Börje Jansson      | Maico    | +1' 15"    | 10   |
| 4    | Dave Simmonds      | Kawasaki | +1' 20" 7  | 8    |
| 5    | Aalt Toersen       | Suzuki   | +1' 27"    | 6    |
| 6    | Hartmut Bischoff   | MZ       | +3' 08" 6  | 5    |
| 7    | José Peón          | MZ       | +3' 09" 3  | 4    |
| 8    | Roland Rentzsch    | MZ       | +3' 10" 5  | 3    |
| 9    | Ingo Köppe         | MZ       | +3' 24" 1  | 2    |
| 10   | Wolfgang Rösch     | MZ       | +3' 29" 3  | 1    |
| 11   | Hartmut Wrench     | MZ       | + 1 Vuelta |      |
| 12   | Thomas Heuschkel   | MZ       | + 1 Vuelta |      |
| 13   | Antonio García     | MZ       | + 1 Vuelta |      |
| 14   | Heinz Kriwanek     | Rotax    | + 1 Vuelta |      |
| 15   | Herbert Mann       | MZ       | + 1 Vuelta |      |
| 16   | Alfons Hoffmann    | MZ       |            |      |
| 17   | Siegfried Schröter | MZ       |            |      |
| Ret  | László Szabó       | MZ       | Ret        |      |

## Resultados 50cc
Las mejoras en la Jamathi de Aalt Toersen con las que había tenido éxito en Bélgica también dieron sus frutos en este Gran Premio. Después de cuatro vueltas ya tenía una ventaja de 12 segundos sobre pista mojada e, incluso mejoró el récord de la pista. El carburador de Ángel Nieto se configuró incorrectamente y tuvo que hacer un esfuerzo para seguir los pasos de Jos Schurgers y Martin Mijwaart. En la última vuelta, Schurgers se alejó por 1 segundo y el español logró vencer a Mijwaart en la línea de meta y se convirtió en tercero, pero perdió unos valiosos puntos del Campeonato Mundial.
| Pos. | Piloto             | Moto     | Tiempo     | Pts. |
| ---- | ------------------ | -------- | ---------- | ---- |
| 1    | Aalt Toersen       | Jamathi  | 27' 18" 7  | 15   |
| 2    | Jos Schurgers      | Kreidler | +13" 2     | 12   |
| 3    | Ángel Nieto        | Derbi    | +14" 2     | 10   |
| 4    | Martin Mijwaart    | Jamathi  | +16" 6     | 8    |
| 5    | Jan de Vries       | Kreidler | +18" 9     | 6    |
| 6    | Rudolf Kunz        | Kreidler | +18" 9     | 5    |
| 7    | Luigi Rinaudo      | Tomos    | +2' 31" 5  | 4    |
| 8    | Harald Bartol      | Kreidler | +2' 53" 1  | 3    |
| 9    | Ryszard Mankiewicz | Kreidler | +2' 53" 5  | 2    |
| 10   | Gernot Weser       | Kreidler | +4' 04" 4  | 1    |
| 11   | Ludwig Uhlig       | Kreidler | +1 Vuelta  |      |
| 12   | M. Havdra          | Jawa     | +1 Vuelta  |      |
| 13   | Karl Henschel      | Ahra     | +1 Vuelta  |      |
| 14   | Frank Heinrich     | HWS      | +1 Vuelta  |      |
| 15   | Willi Wunderluich  | Simson   | +1 Vuelta  |      |
| 16   | Klaus Burckhart    | Sachs    | +1 Vuelta  |      |
| 17   | Hans Leenher       | Kreidler | +1 Vuelta  |      |
| 18   | Alfred Specht      | Eigenbau | +2 Vueltas |      |
| 19   | Horst Scheweleit   | Eigenbau | +2 Vueltas |      |
| 20   | Bernd Gopfert      | Simson   | +2 Vueltas |      |